# Seydou Doumbia
Seydou Doumbia (Abidjan, 31 dicembre 1987) è un ex calciatore ivoriano, di ruolo attaccante.

## Caratteristiche tecniche
Giocatore che può giocare indifferentemente sia prima punta che ala destra o sinistra, è dotato di una imponente struttura fisica, di un eccellente dinamismo atletico e di una spiccata velocità che gli permettono di essere molto pericoloso nell'uno contro uno.

## Carriera

### Club

#### Gli inizi e l'approdo in Giappone e Svizzera
Inizia la sua carriera di calciatore nel Centre Formation d'Inter FC, per poi esordire da professionista nel 2004 dapprima nell'Athlétic d'Adjamé e poi nel Denguélé, attirando le attenzioni di diversi club. A differenza di molti suoi connazionali, nel 2007 decide di accettare la proposta dei giapponesi del Kashiwa Reysol, per poi passare in prestito, nel 2008, ai connazionali dei Tokushima Vortis. Il 1º luglio 2008 viene acquistato dagli svizzeri dello Young Boys, che lo pagano 130 000 euro. Con questa squadra è diventato capocannoniere del campionato svizzero sia nella stagione 2008-2009 (20 gol) che nella stagione 2009-2010 (30 gol), cominciando a rendersi protagonista con i primi gol nelle competizioni europee, nello specifico nella UEFA Europa League.

#### CSKA Mosca
Il 27 maggio 2010 si trasferisce ai russi del CSKA Mosca a titolo definitivo, che lo pagano 11 milioni di euro e gli fanno firmare un contratto fino al 2015. Il 30 settembre del 2010 segna la sua prima doppietta in Europa League contro lo Sparta Praga. Nelle quattro stagioni e mezzo passate in Russia, incomincia a segnare con una grande regolarità sia in campionato sia nelle competizioni europee, aiutando a far conquistare al CSKA due campionati, due coppe nazionali e una Supercoppa, oltre a mettere a segno 83 reti in 130 presenze tra campionato e gare internazionali. Nella stagione 2014-2015 segna una doppietta al Manchester City nella fase a gironi di UEFA Champions League, in una gara vinta 1-2.

#### Roma
Il 31 gennaio 2015 passa a titolo definitivo alla Roma per 14,4 milioni di euro più 1,5 milioni di bonus legati al raggiungimento di determinati obiettivi sportivi. Con i giallorossi firma un contratto fino al 30 giugno 2019. Non raggiunge subito la Capitale perché impegnato nella Coppa d'Africa con la sua Nazionale. Il 15 febbraio fa il suo esordio da titolare nella gara contro il Parma, incontro terminato 0 a 0. Al momento della sostituzione viene coperto dai fischi dei tifosi, a causa della brutta prestazione sua e di tutta la squadra. Il 29 aprile sigla la sua prima rete con la maglia giallorossa, nella vittoriosa trasferta contro il Sassuolo vinta dai giallorossi per 3 a 0, segnando il primo gol dell'incontro con un colpo di testa. Conclude la stagione totalizzando 14 presenze e 2 reti tra campionato e coppe.

#### Prestiti al CSKA, a Newcastle e a Basilea
Il 10 agosto dello stesso anno fa ritorno al CSKA Mosca in prestito fino al 4 gennaio 2016 con possibilità di prolungamento fino alla fine della stagione 2015/2016; sceglie la maglia numero 88, quella che aveva prima di lasciare il club russo, e viene subito incluso nella liste per l'iscrizione al campionato e per i preliminari di Champions League. Il 14 agosto seguente esordisce nel derby di Mosca contro lo Spartak Mosca subentrando nella ripresa, sfida vinta 1-2. Il 18 agosto realizza una rete nella partita valida per l'andata dei preliminari di Champions League persa 2-1 contro lo Sporting Lisbona. Il 26 agosto seguente, nella sfida di ritorno giocata a Mosca, Doumbia realizza una doppietta nel 3-1 che consente al CSKA di ribaltare il punteggio rimediato nella partita precedente e di passare alla fase a gironi. Conclude la sua seconda esperienza al Cska Mosca con 21 presenze e 11 gol realizzati tra campionato e Champions League, tra cui una doppietta contro il PSV.
Terminata la stagione in Russia a gennaio 2016 rientra dal prestito e torna di proprietà della Roma. Il 1º febbraio 2016 viene ceduto in prestito con diritto di riscatto al Newcastle, dove rimarrà fino alla fine della stagione giocando molto poco.
Il 28 giugno 2016 viene ceduto in prestito oneroso di due milioni con l'opzione di diritto di riscatto per un futuro acquisto a titolo definitivo al Basilea. Con la squadra vince campionato svizzero e Coppa Svizzera, grazie alla vittoria per 3-0 contro il Sion in finale. Inoltre, con 20 gol, si laurea capocannoniere della Super League per la terza volta su tre stagioni disputate. Il club svizzero al termine della stagione decide di non esercitare il proprio diritto di riscatto sul giocatore, fissato a 6,5 milioni.

#### Sporting Lisbona e Girona
Il 30 giugno 2017 passa, sempre a titolo temporaneo con diritto di riscatto, allo Sporting Lisbona. Il 28 febbraio 2018 la Roma conferma che si sono verificate le condizioni che hanno trasformato la cessione allo Sporting Lisbona a titolo definitivo.
Il 28 agosto 2018 sigla un contratto triennale con il club spagnolo Girona.

#### Ritorno in Svizzera e Malta
Il 2 settembre 2019, il Sion ufficializza l'ingaggio con un contratto annuale di Doumbia.
Il 19 marzo 2020 a seguito della pandemia di COVID-19 verificatasi in Europa il presidente del Sion propone la cassa integrazione per tutti i tesserati. Doumbia, insieme ad altri otto calciatori della società svizzera, rifiuta l'opzione e come conseguenza viene licenziato.
Nel gennaio 2021 sigla un contratto con la squadra maltese degli Ħamrun Spartans fino a fine stagione. Il 7 febbraio realizza la prima rete in campionato fissando il punteggio sul 3-1 contro il Gudja Utd. Dopo 5 partite complessive e 3 reti totali conquista insieme al resto della squadra il titolo maltese, a seguito dell'interruzione del campionato per il prolungamento del blocco delle attività sportive imposto dalle autorità sanitarie dell'isola.

### Nazionale
Dopo aver giocato varie volte per la Nazionale Under-19, il 24 maggio 2008 debutta con la Costa d'Avorio nell'incontro amichevole valido per la Kirin Cup contro il Giappone. L'8 febbraio 2015 vince la Coppa d'Africa 2015 ai calci di rigore contro il Ghana.

## Statistiche

### Presenze e reti nei club
Statistiche aggiornate al 6 marzo 2021.
| Stagione               | Squadra                | Campionato             | Campionato | Campionato | Coppe nazionali | Coppe nazionali | Coppe nazionali | Coppe europee | Coppe europee | Coppe europee | Altre coppe | Altre coppe | Altre coppe | Totale | Totale |
| Stagione               | Squadra                | Comp                   | Pres       | Reti       | Comp            | Pres            | Reti            | Comp          | Pres          | Reti          | Comp        | Pres        | Reti        | Pres   | Reti   |
| ---------------------- | ---------------------- | ---------------------- | ---------- | ---------- | --------------- | --------------- | --------------- | ------------- | ------------- | ------------- | ----------- | ----------- | ----------- | ------ | ------ |
| 2003-2004              | Athlétic d'Adjamé      | L3                     | ?          | ?          | -               | -               | -               | -             | -             | -             | -           | -           | -           | ?      | ?      |
| 2004-2005              | ASEC Mimosas           | L1                     | 14         | 11         | -               | -               | -               | -             | -             | -             | -           | -           | -           | 14     | 11     |
| 2005-2006              | AS Denguélé            | L1                     | 21         | 15         | -               | -               | -               | -             | -             | -             | -           | -           | -           | 21     | 15     |
| 2006                   | Kashiwa Reysol         | JL2                    | 6          | 0          | CI              | 2               | 2               | -             | -             | -             | -           | -           | -           | 8      | 2      |
| 2007                   | Kashiwa Reysol         | J1                     | 18         | 3          | CI+JLCup        | 0+5             | 0+1             | -             | -             | -             | -           | -           | -           | 23     | 4      |
| Totale Kashiwa Reysol  | Totale Kashiwa Reysol  | Totale Kashiwa Reysol  | 24         | 3          |                 | 7               | 3               |               | -             | -             |             | -           | -           | 31     | 6      |
| 2008                   | Tokushima Vortis       | JL2                    | 16         | 7          | JLCup           | 0               | 0               | -             | -             | -             | -           | -           | -           | 16     | 7      |
| 2008-2009              | Young Boys             | SL                     | 32         | 20         | CS              | 6               | 5               | CU            | 3             | 1             | -           | -           | -           | 41     | 26     |
| 2009-2010              | Young Boys             | SL                     | 32         | 30         | CS              | 4               | 1               | UEL           | 2             | 1             | -           | -           | -           | 38     | 32     |
| Totale Young Boys      | Totale Young Boys      | Totale Young Boys      | 64         | 50         |                 | 10              | 6               |               | 5             | 2             |             |             |             | 79     | 58     |
| 2010                   | CSKA Mosca             | PL                     | 11         | 5          | CR              | 0               | 0               | UEL           | 4             | 7             | SR          | 0           | 0           | 15     | 12     |
| 2011-2012              | CSKA Mosca             | PL                     | 42         | 28         | CR+CR           | 4+1             | 4+0             | UEL+UCL       | 3+7           | 0+5           | SR          | 1           | 0           | 58     | 37     |
| 2012-2013              | CSKA Mosca             | PL                     | 7          | 3          | CR              | 2               | 1               | UEL           | 0             | 0             | -           | -           | -           | 9      | 4      |
| 2013-2014              | CSKA Mosca             | PL                     | 22         | 18         | CR              | 3               | 0               | UCL           | 2             | 2             | SR          | 0           | 0           | 27     | 20     |
| 2014-gen. 2015         | CSKA Mosca             | PL                     | 13         | 7          | CR              | 0               | 0               | UCL           | 6             | 3             | SR          | 1           | 1           | 20     | 11     |
| gen.-giu. 2015         | Roma                   | A                      | 13         | 2          | CI              | -               | -               | UEL           | 1             | 0             | -           | -           | -           | 14     | 2      |
| 2015-gen. 2016         | CSKA Mosca             | PL                     | 13         | 5          | CR              | 0               | 0               | UCL           | 8             | 6             | -           | -           | -           | 21     | 11     |
| Totale CSKA Mosca      | Totale CSKA Mosca      | Totale CSKA Mosca      | 108        | 66         |                 | 10              | 5               |               | 30            | 23            |             | 2           | 1           | 150    | 95     |
| gen.-giu. 2016         | Newcastle              | PL                     | 3          | 0          | FACup+CdL       | 0+0             | 0+0             | -             | -             | -             | -           | -           | -           | 3      | 0      |
| 2016-2017              | Basilea                | SL                     | 25         | 20         | CS              | 3               | 0               | UCL           | 6             | 1             | -           | -           | -           | 34     | 21     |
| 2017-2018              | Sporting CP            | PL                     | 14         | 0          | TP+TL           | 4+3             | 3+2             | UCL+UEL       | 6+2           | 2+1           | -           | -           | -           | 29     | 8      |
| 2018-2019              | Girona                 | PD                     | 17         | 2          | CR              | 5               | 1               | -             | -             | -             | -           | -           | -           | 22     | 3      |
| 2019-2020              | Sion                   | SL                     | 15         | 5          | CS              | 2               | 1               | -             | -             | -             | -           | -           | -           | 17     | 6      |
| 2020-2021              | Ħamrun Spartans        | PLM                    | 5          | 3          | TM              | 1               | 1               | -             | -             | -             | -           | -           | -           | 6      | 4      |
| 2021-2022              | Ħamrun Spartans        | PLM                    | -          | -          | TM              | -               | -               | -             | -             | -             | -           | -           | -           | -      | -      |
| Totale Hamrun Spartans | Totale Hamrun Spartans | Totale Hamrun Spartans | 5          | 3          |                 | 1               | 1               |               | -             | -             |             | -           | -           | 6      | 4      |
| Totale carriera        | Totale carriera        | Totale carriera        | 339+       | 184+       |                 | 45              | 22              |               | 50            | 29            |             | 2           | 1           | 436+   | 236+   |

### Cronologia presenze e reti in nazionale
| Cronologia completa delle presenze e delle reti in nazionale ― Costa d'Avorio | Cronologia completa delle presenze e delle reti in nazionale ― Costa d'Avorio | Cronologia completa delle presenze e delle reti in nazionale ― Costa d'Avorio | Cronologia completa delle presenze e delle reti in nazionale ― Costa d'Avorio | Cronologia completa delle presenze e delle reti in nazionale ― Costa d'Avorio | Cronologia completa delle presenze e delle reti in nazionale ― Costa d'Avorio | Cronologia completa delle presenze e delle reti in nazionale ― Costa d'Avorio | Cronologia completa delle presenze e delle reti in nazionale ― Costa d'Avorio |
| Data                                                                          | Città                                                                         | In casa                                                                       | Risultato                                                                     | Ospiti                                                                        | Competizione                                                                  | Reti                                                                          | Note                                                                          |
| ----------------------------------------------------------------------------- | ----------------------------------------------------------------------------- | ----------------------------------------------------------------------------- | ----------------------------------------------------------------------------- | ----------------------------------------------------------------------------- | ----------------------------------------------------------------------------- | ----------------------------------------------------------------------------- | ----------------------------------------------------------------------------- |
| 24-5-2008                                                                     | Tokyo                                                                         | Giappone                                                                      | 1 – 0                                                                         | Costa d'Avorio                                                                | Amichevole                                                                    | -                                                                             | 83’                                                                           |
| 12-8-2009                                                                     | Susa                                                                          | Tunisia                                                                       | 0 – 0                                                                         | Costa d'Avorio                                                                | Amichevole                                                                    | -                                                                             | 46’                                                                           |
| 14-11-2009                                                                    | Abidjan                                                                       | Costa d'Avorio                                                                | 3 – 0                                                                         | Guinea                                                                        | Qual. Mondiali 2010                                                           | -                                                                             | 78’                                                                           |
| 18-11-2009                                                                    | Gelsenkirchen                                                                 | Germania                                                                      | 2 – 2                                                                         | Costa d'Avorio                                                                | Amichevole                                                                    | 1                                                                             | 83’                                                                           |
| 3-3-2010                                                                      | Londra                                                                        | Costa d'Avorio                                                                | 0 – 2                                                                         | Corea del Sud                                                                 | Amichevole                                                                    | -                                                                             | 83’                                                                           |
| 4-6-2010                                                                      | Sion                                                                          | Costa d'Avorio                                                                | 2 – 0                                                                         | Giappone                                                                      | Amichevole                                                                    | -                                                                             | 18’ 66’                                                                       |
| 25-6-2010                                                                     | Nelspruit                                                                     | Corea del Nord                                                                | 0 – 3                                                                         | Costa d'Avorio                                                                | Mondiali 2010 - 1º turno                                                      | -                                                                             | 79’                                                                           |
| 10-8-2010                                                                     | Londra                                                                        | Costa d'Avorio                                                                | 1 – 0                                                                         | Italia                                                                        | Amichevole                                                                    | -                                                                             | 62’                                                                           |
| 9-10-2010                                                                     | Bujumbura                                                                     | Burundi                                                                       | 0 – 1                                                                         | Costa d'Avorio                                                                | Qual. Coppa d'Africa 2012                                                     | -                                                                             | 85’                                                                           |
| 17-11-2010                                                                    | Poznań                                                                        | Polonia                                                                       | 3 – 1                                                                         | Costa d'Avorio                                                                | Amichevole                                                                    | -                                                                             | 71’                                                                           |
| 5-6-2011                                                                      | Cotonou                                                                       | Benin                                                                         | 2 – 6                                                                         | Costa d'Avorio                                                                | Qual. Coppa d'Africa 2012                                                     | -                                                                             | 54’                                                                           |
| 3-9-2011                                                                      | Kigali                                                                        | Ruanda                                                                        | 0 – 5                                                                         | Costa d'Avorio                                                                | Qual. Coppa d'Africa 2012                                                     | -                                                                             | 54’                                                                           |
| 12-11-2011                                                                    | Port Elizabeth                                                                | Sudafrica                                                                     | 1 – 1                                                                         | Costa d'Avorio                                                                | Amichevole                                                                    | -                                                                             | 66’                                                                           |
| 13-1-2012                                                                     | Abu Dhabi                                                                     | Costa d'Avorio                                                                | 2 – 0                                                                         | Tunisia                                                                       | Amichevole                                                                    | -                                                                             | 70’                                                                           |
| 16-1-2012                                                                     | Abu Dhabi                                                                     | Costa d'Avorio                                                                | 1 – 0                                                                         | Libia                                                                         | Amichevole                                                                    | -                                                                             | 46’                                                                           |
| 22-1-2012                                                                     | Malabo                                                                        | Costa d'Avorio                                                                | 1 – 0                                                                         | Sudan                                                                         | Coppa d'Africa 2012 - 1º turno                                                | -                                                                             | 89’                                                                           |
| 30-1-2012                                                                     | Malabo                                                                        | Costa d'Avorio                                                                | 2 – 0                                                                         | Angola                                                                        | Coppa d'Africa 2012 - 1º turno                                                | -                                                                             | 79’                                                                           |
| 29-2-2012                                                                     | Abidjan                                                                       | Costa d'Avorio                                                                | 0 – 0                                                                         | Guinea                                                                        | Amichevole                                                                    | -                                                                             | 69’                                                                           |
| 14-8-2013                                                                     | East Rutherford                                                               | Messico                                                                       | 4 – 1                                                                         | Costa d'Avorio                                                                | Amichevole                                                                    | -                                                                             | 46’                                                                           |
| 30-5-2014                                                                     | Saint Louis                                                                   | Bosnia ed Erzegovina                                                          | 2 – 1                                                                         | Costa d'Avorio                                                                | Amichevole                                                                    | -                                                                             | 69’                                                                           |
| 6-9-2014                                                                      | Abidjan                                                                       | Costa d'Avorio                                                                | 2 – 1                                                                         | Sierra Leone                                                                  | Qual. Coppa d'Africa 2015                                                     | 1                                                                             | 46’                                                                           |
| 10-9-2014                                                                     | Yaoundé                                                                       | Camerun                                                                       | 4 – 1                                                                         | Costa d'Avorio                                                                | Qual. Coppa d'Africa 2015                                                     | -                                                                             | 58’                                                                           |
| 15-1-2015                                                                     | Abu Dhabi                                                                     | Costa d'Avorio                                                                | 0 – 2                                                                         | Svezia                                                                        | Amichevole                                                                    | -                                                                             | 46’                                                                           |
| 20-1-2015                                                                     | Malabo                                                                        | Costa d'Avorio                                                                | 1 – 1                                                                         | Guinea                                                                        | Coppa d'Africa 2015 - 1º turno                                                | 1                                                                             | 65’                                                                           |
| 24-1-2015                                                                     | Malabo                                                                        | Costa d'Avorio                                                                | 1 – 1                                                                         | Mali                                                                          | Coppa d'Africa 2015 - 1º turno                                                | -                                                                             |                                                                               |
| 28-1-2015                                                                     | Malabo                                                                        | Costa d'Avorio                                                                | 1 – 0                                                                         | Camerun                                                                       | Coppa d'Africa 2015 - 1º turno                                                | -                                                                             | 60’                                                                           |
| 8-2-2015                                                                      | Bata                                                                          | Costa d'Avorio                                                                | 0 – 0 dts (9 – 8 dtr)                                                         | Ghana                                                                         | Coppa d'Africa 2015 - Finale                                                  | -                                                                             | 67’                                                                           |
| 26-3-2015                                                                     | Abidjan                                                                       | Costa d'Avorio                                                                | 2 – 0                                                                         | Angola                                                                        | Amichevole                                                                    | -                                                                             | 46’                                                                           |
| 14-6-2015                                                                     | Libreville                                                                    | Gabon                                                                         | 0 – 0                                                                         | Costa d'Avorio                                                                | Amichevole                                                                    | -                                                                             | 70’                                                                           |
| 6-9-2015                                                                      | Port Harcourt                                                                 | Sierra Leone                                                                  | 0 – 0                                                                         | Costa d'Avorio                                                                | Qual. Coppa d'Africa 2017                                                     | -                                                                             | 62’                                                                           |
| 9-10-2015                                                                     | Agadir                                                                        | Marocco                                                                       | 0 – 1                                                                         | Costa d'Avorio                                                                | Amichevole                                                                    | 1                                                                             | 46’                                                                           |
| 13-11-2015                                                                    | Monrovia                                                                      | Liberia                                                                       | 0 – 1                                                                         | Costa d'Avorio                                                                | Qual. Mondiali 2018                                                           | -                                                                             | 90+5’                                                                         |
| 17-11-2015                                                                    | Abidjan                                                                       | Costa d'Avorio                                                                | 3 – 0                                                                         | Liberia                                                                       | Qual. Mondiali 2018                                                           | -                                                                             | 58’                                                                           |
| 10-6-2017                                                                     | Bouaké                                                                        | Costa d'Avorio                                                                | 2 – 3                                                                         | Guinea                                                                        | Qual. Coppa d'Africa 2019                                                     | 2                                                                             |                                                                               |
| 2-9-2017                                                                      | Libreville                                                                    | Gabon                                                                         | 0 – 3                                                                         | Costa d'Avorio                                                                | Qual. Mondiali 2018                                                           | 2                                                                             | 89’                                                                           |
| 5-9-2017                                                                      | Bouaké                                                                        | Costa d'Avorio                                                                | 1 – 2                                                                         | Gabon                                                                         | Qual. Mondiali 2018                                                           | -                                                                             |                                                                               |
| 11-11-2017                                                                    | Abidjan                                                                       | Costa d'Avorio                                                                | 0 – 2                                                                         | Marocco                                                                       | Qual. Mondiali 2018                                                           | -                                                                             |                                                                               |
| Totale                                                                        |                                                                               | Presenze                                                                      | 37                                                                            |                                                                               | Reti                                                                          | 8                                                                             |                                                                               |

| Cronologia completa delle presenze e delle reti in nazionale (partite non ufficiali) ― Costa d'Avorio | Cronologia completa delle presenze e delle reti in nazionale (partite non ufficiali) ― Costa d'Avorio | Cronologia completa delle presenze e delle reti in nazionale (partite non ufficiali) ― Costa d'Avorio | Cronologia completa delle presenze e delle reti in nazionale (partite non ufficiali) ― Costa d'Avorio | Cronologia completa delle presenze e delle reti in nazionale (partite non ufficiali) ― Costa d'Avorio | Cronologia completa delle presenze e delle reti in nazionale (partite non ufficiali) ― Costa d'Avorio | Cronologia completa delle presenze e delle reti in nazionale (partite non ufficiali) ― Costa d'Avorio | Cronologia completa delle presenze e delle reti in nazionale (partite non ufficiali) ― Costa d'Avorio |
| Data                                                                                                  | Città                                                                                                 | In casa                                                                                               | Risultato                                                                                             | Ospiti                                                                                                | Competizione                                                                                          | Reti                                                                                                  | Note                                                                                                  |
| --- | --- | --- | --- | --- | --- | --- | --- |
| 27-5-2012                                                                                             | Saint-Leu-la-Forêt                                                                                    | Costa d'Avorio                                                                                        | 2 – 1                                                                                                 | Mali                                                                                                  | Amichevole                                                                                            | 1 | |
| Totale                                                                                                | | Presenze                                                                                              | 1 | | Reti                                                                                                  | 1 | |

## Palmarès

### Club
- Coppa di Russia: 2

CSKA Mosca: 2010-2011, 2012-2013
- Campionato russo: 2

CSKA Mosca: 2012-2013, 2013-14
- Supercoppa di Russia: 2

CSKA Mosca: 2013, 2014
- Campionato svizzero: 1

Basilea: 2016-2017
- Coppa Svizzera: 1

Basilea: 2016-2017
- Coppa di Lega portoghese: 1

Sporting Lisbona: 2017-2018
- Campionato maltese: 1

Ħamrun Spartans: 2020-2021

### Nazionale
- Coppa d'Africa: 1

Guinea Equatoriale 2015

### Individuale
- Capocannoniere della MTN Ligue 1: 2

2005 (15 gol), 2006 (15 gol)
- Capocannoniere della Super League: 3

2008-2009 (20 gol), 2009-2010 (30 gol), 2016-2017 (20 gol)
- Capocannoniere della Prem'er-Liga: 2

2011-2012 (28 gol), 2013-2014 (18 gol)
- Calciatore russo dell'anno: 1

2012